# Pascal Bodjona

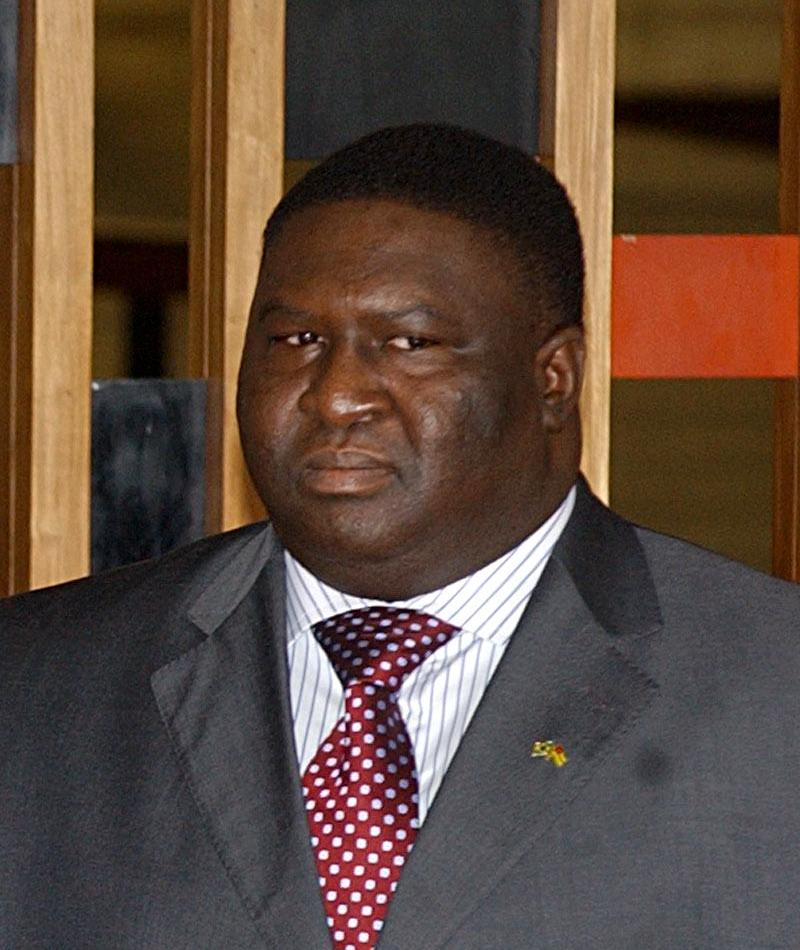
Pascal Bodjona beim Akkreditierungsbesuch bei Luiz Inácio Lula da Silva, Präsident Brasiliens, am 13. September 2004

Pascal Akoussoulèlou Bodjona (* 17. Mai 1966 in Kétao) ist ein togoischer Politiker und Diplomat und derzeitiger Minister für Territoriale Administration und Dezentralisierung sowie Sprecher der Regierung Gilbert Houngbos.

## Leben
Bodjona wurde in Kétao in der Präfektur Bimah geboren und besuchte die Schule in Bimah sowie in Lomé; er begann ein Studium an der Universität Lomé, später studierte er an der John F. Kennedy School der Harvard University. 
1994 begann Bodjona seine politische Laufbahn als Beauftragter im togoischen Außenministerium,  1995 wechselte er in die togoische Botschaft nach Washington; von 1998 bis 2005 war Bodjona Botschafter der Republik Togo in den Vereinigten Staaten sowie in Brasilien. 2005 wurde Bodjona unter Edem Kodjo Direktor des togoischen Kabinetts sowie Sprecher Faure Gnassingbés und der Partei Rassemblement du peuple togolais (RPT) zur Präsidentschaftswahl in Togo 2005. Im Anschluss an die Parlamentswahlen in Togo 2007 wurde Bodjona am 13. Dezember 2007 zum Minister für Territoriale Administration und Dezentralisierung sowie zum Regierungssprecher ernannt.